# Верх-Чемской
Верх-Чемской — посёлок в Тогучинском районе Новосибирской области. Входит в состав Лебедевского сельсовета.

## География
Площадь посёлка — 25 гектаров.

## Население
| 2002 | 2007 | 2010 |
| ---- | ---- | ---- |
| 76   | ↘11  | ↘7   |

## Инфраструктура
В посёлке по данным на 2007 год функционирует 1 учреждение здравоохранения.